# Eumig

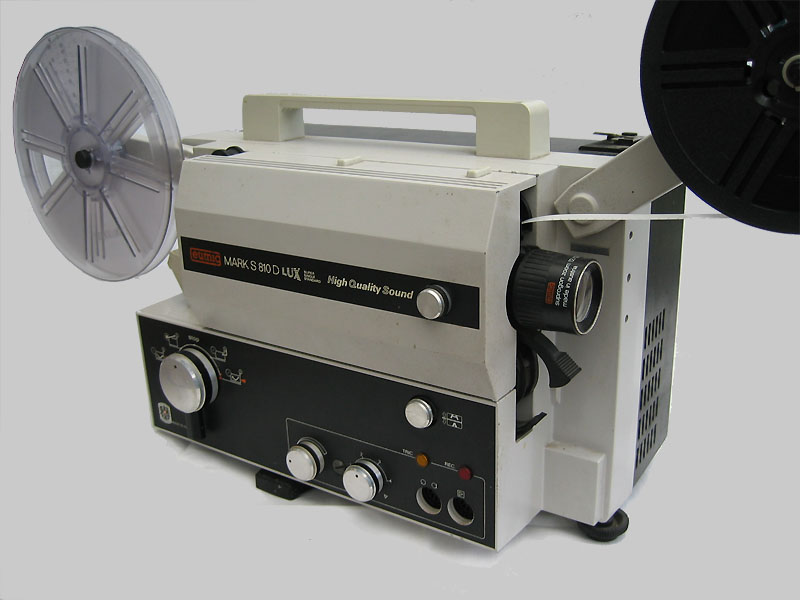
Proiettore Super8 sonoro Eumig Mark S 810 D Lux

Eumig (acronimo di Elektrizitäts und Metallwaren Industrie Gesellschaft m.b.H.) era un'azienda austriaca che produceva cineprese e proiettori per il passo ridotto, oltre a radio, televisori e sistemi Hi-Fi.

## Storia
A Vienna, il 22 febbraio 1919, Alois Handler e Kakl Vockenhuber fondarono, con l'aiuto del socio finanziatore Adolf Halpern, la società  Elektrizitäts und Metallwaren Industrie Gesellschaft m.b.H., denominata più semplicemente Eumig, destinata a ricavare prodotti dal riciclaggio dei rifiuti. Inizialmente venivano prodotti accendini, ottenuti dai bossoli dei proiettili (era terminata da poco la prima guerra mondiale), inoltre componenti per impianti elettrici (spine, interruttori ecc.).

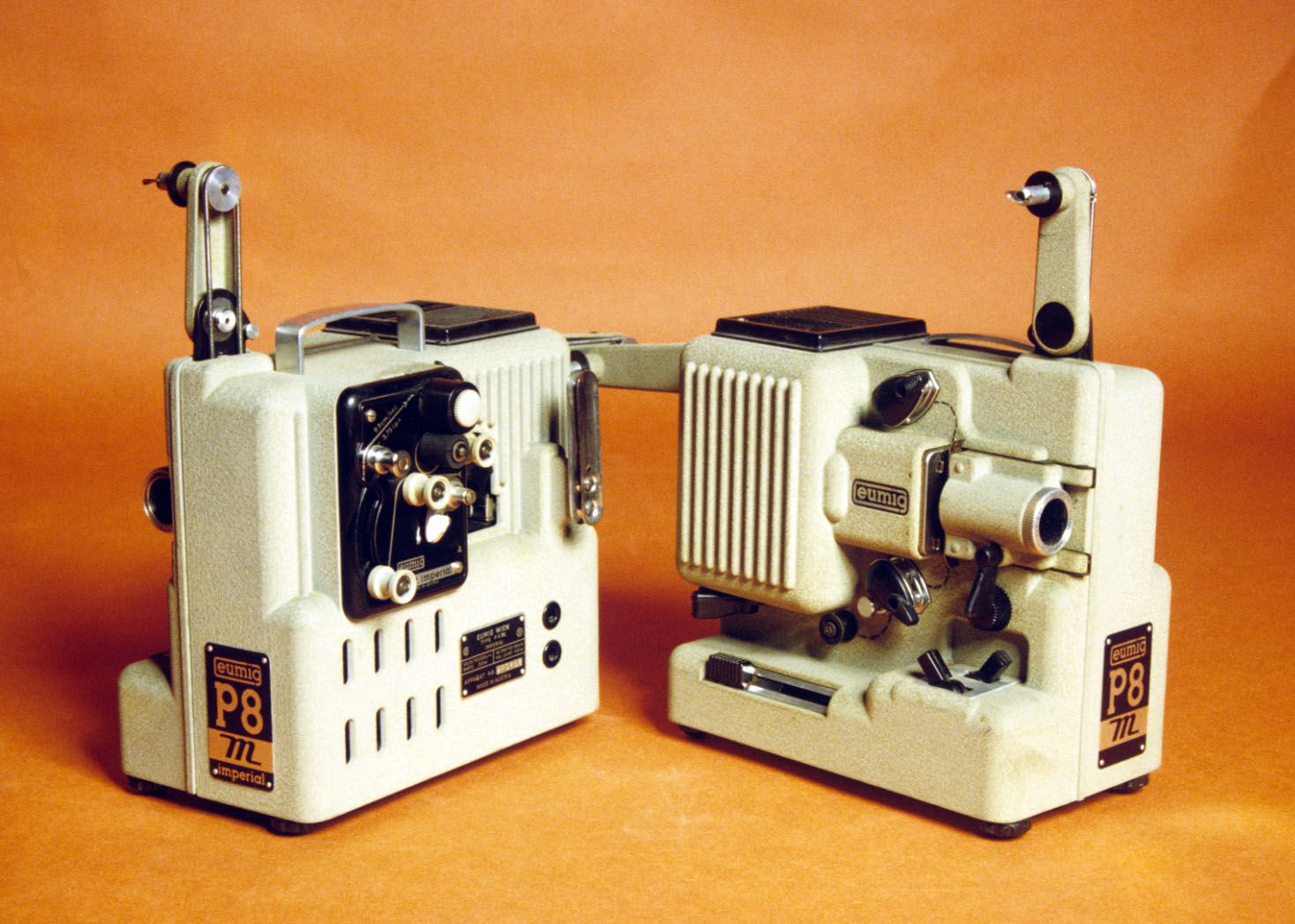
Proiettori Eumig P8

Nel 1924 iniziarono le trasmissioni radiofoniche, e la Eumig cominciò a costruire apparecchi radio economici, che incontrarono subito il favore del pubblico. Nel 1928, con la collaborazione dell'ingegner Georg Malek, fu avviata la produzione di proiettori e cineprese per i formati 9,5 mm e 16 mm. Nel 1932 venne lanciato il modello C1, per il 9,5 mm, cinepresa con il corpo in bachelite caratterizzata da un ottimo rapporto qualità/prezzo. Nel 1937 fu adottato il formato 8mm.
La fama della Eumig è legata soprattutto ai proiettori: del modello P8, destinato all'8mm, furono venduti, dal 1954 al 1968, 1.300.000 esemplari. Nel 1964 ottenne un notevole successo il proiettore 8mm sonoro Mark S. Ma la produzione comprendeva anche cineprese dalle caratteristiche professionali, come la C16 del 1956.
La Eumig, soprattutto a causa della concorrenza giapponese, cessò la produzione nel 1982. Attualmente l'assistenza sul materiale cinematografico Eumig è fornita dalla Bolex Paillard di Yverdon-les-Bains.